# Kurt von Ruffin
Kurt von Ruffin (Monaco di Baviera, 1901 – Berlino, 17 novembre 1996) è stato un attore ed un cantante d'opera tedesco.
Muffin, omosessuale, venne, a norma del paragrafo 175, perseguitato per quello che la Germania nazionalsocialista considerava un "crimine".

## La vita
Figlio dell’ufficiale bavarese Walther von e di sua moglie Olga, nata von Maffei, frequentò dal 1911 al 1917 il nuovo Ginnasio di Würzburg e poi, fino al diploma nel 1920, il Ginnasio Wilhelm di Monaco. In seguito, studiò canto con Eugen Robert Weiss e Wilhelm Rode.
Nel 1926 si trasferì al Mozarteum di Salisburgo e, poi proseguì la propria formazione a Milano, da Giuseppe Borghi.
Nel 1927 Kurt von Ruffin ottenne un ingaggio all’opera di Magdeburgo, Magonza e Norimberga. Con l’invenzione del film sonoro, fu impiegato anche in diversi film operettistici. Dal 1930 fu impegnato al Teatro Metropol di Berlino. Cantò e recitò nelle celebri operette come Il pipistrello e nelle riviste del Teatro dell’Ovest.
Nel 1931 debuttò come attore cinematografico nei film Die Faschingsfee e Walzerparadies ed ottenne una parte nel film di Harry Piel Bobby geht los; per quest'ultima parte egli prese lezioni di boxe dal campione dei pesi massimi Hans Breitensträter.
Nel 1933 completò il film Schwarzwaldmädel.
Con l’ascesa al potere del nazionalsocialismo, Ruffin ebbe contatti con l’entourage omosessuale del capo delle SA Ernst Röhm e, a seguito dell’omicidio di quest’ultimo, finì nel mirino della Gestapo. Von Ruffin venne denunciato come omosessuale da un altro gay che ne fece il nome sotto tortura. Fu arrestato alla fine di Dicembre 1934 ed inizialmente incarcerato nel campo di concentramento Columbia-Haus. Successivamente, fu trasferito il campo di concentramento di Lichtenburg.
In questo periodo von Ruffin ebbe modo di vedere come le SS stimolavano sessualmente gli internati omosessuali toccandoli, per poi colpire con violente bastonature coloro che si eccitavano. Durante la detenzione, sei omosessuali internati riuscirono ad evadere, ma vennero ripresi e uccisi a bastonate:
(Testimonianza di Von Ruffin)
Dopo nove mesi a Lichtenburg, von Ruffin, grazie all’intervento del famoso direttore teatrale Heinz Hilpert, venne rilasciato ed i suoi fascicoli in mano alla Gestapo furono distrutti.
Poté riprendere il suo lavoro al Deutsches Theater il 13 Aprile 1935. Fino al 1936 recitò in cinque film: Königswalzer (1935), Die Geige lockt (1935), Schwarze Rosen (1935), Die Stunde der Versuchung (1936) e Du bist so schön, Berlinerin (1936). Nel 1936 gli fu vietato di recitare, a causa della sua omosessualità. Von Ruffin recitò ancora per qualche tempo al Deutsches Theater e dal 1941 al Teatro am Nollendorfplatz. Nel 1942 gli fu permesso di partecipare alla commedia di Heinz Rühmann Ich vertraue Dir meine Frau an. In questo periodo abitava a Berlino-Charlottenburg, nello stesso palazzo in cui viveva anche la ballerina Ilse Meudtner, di proprietà della madre Antonie Meudtner.
Dopo la sconfitta della Germania nazionalsocialista von Ruffin riprese la sua carriera: continuò a lavorare a Berlino all’Operetta Comica, al Teatro am Kurfürstendamm, al Renaissance-Theater e dal 1984 alle Statali Palcoscenici di Berlino come attore e cantante. Dopo il 1949, venne impiegato nel cinema solo occasionalmente; apparve in alcuni film, tra i quali Ich mach’Dich glücklich (1949), Der blaue Strohhut (1949), Neues vom Hexer (1965), Die Herren mit der weissen Weste (1970) e, suo ultimo film, Der Unbesiegbare (1985).
Nel 1991, Rosa von Praunheim girò un documentario, su Ruffin e altri due testimoni dell’epoca, dal titolo Stolz und.
Nel 1992 von Ruffin venne intervistato, insieme ad altri omosessuali sopravvissuti alle persecuzioni naziste, nel documentario tedesco We Were Marked with a Big A, diretto da Joseph Weishaupt e Elke Jeanron. Raccontò delle sue esperienze nel campo di concentramento di Lichtenburg, come uno dei tre testimoni oculari nel reportage televisivo Abbiamo avuto una grande A sulla gamba, trasmesso dalla NDR e da altri programmi terzi.

## Filmografia
- Schwarzwaldmädel, regia di Georg Zoch (1933)
- Tutto per un bacio (Königswalzer), regia di Herbert Maisch (1935)